# HFB 320 Hansa
HFB 320 Hansa – niemiecki dwusilnikowy samolot transportowy i dyspozycyjny produkowany w latach 1964–1973 przez firmę Hamburger Flugzeugbau.

## Historia
Samolot został opracowany jako maszyna do lotów lokalnych oraz dyspozycyjnych. Oblot prototypu nastąpił 21 kwietnia 1964 r. Został wdrożony do produkcji jako pierwszy niemiecki samolot pasażerski o napędzie odrzutowym. Był produkowany również po przejęciu Hamburger Flugzeugbau GmbH przez Messerschmitt-Bölkow-Blohm jako MBB HFB-320 Hansa Jet. 
14 egzemplarzy tego samolotu było wykorzystywanych przez Bundeswehrę do transportu osobistości oraz do celów szkoleniowych.